# Sapohów
Sapohów (ukr. Сапогів) – wieś na Ukrainie w rejonie czortkowskim należącym do obwodu tarnopolskiego.

## Historia
Na początku 1939 w leżącym na obszarze gminy Krzywcze Górne oddano do użytku most w Sapohowie na rzece Cyganka.

## Zabytki
Murowany dwór wybudowany w stylu późnoklasycystycznym przez Tadeusza Golejewskiego na początku XIX w. Obiekt zniszczony po II wojnie światowej.